# Pic Gallinasse
Pic Gallinasse är en bergstopp i Spanien.   Den ligger i provinsen Província de Girona och regionen Katalonien, i den nordöstra delen av landet, 600 km öster om huvudstaden Madrid. Toppen på Pic Gallinasse är 2 461 meter över havet, eller 92 meter över den omgivande terrängen. Bredden vid basen är 0,71 km.
Terrängen runt Pic Gallinasse är huvudsakligen bergig, men åt nordost är den kuperad.Runt Pic Gallinasse är det mycket glesbefolkat, med 6 invånare per kvadratkilometer. Närmaste större samhälle är Molló, 19,2 km söder om Pic Gallinasse. I omgivningarna runt Pic Gallinasse växer i huvudsak blandskog.